# Jean Klein (aviron)
Pour les articles homonymes, voir Jean Klein et Klein.
Jean - Claude Klein (dit Jean Klein) est un rameur français né le 22 juin 1944 à Créteil et mort le 1er mars 2014 à Gap,.

## Biographie
Jean Klein dispute l'épreuve de quatre avec barreur aux Jeux olympiques d'été de 1960 à Rome et remporte la médaille d'argent.